# Beilschmiedia
Beilschmiedia är ett släkte av lagerväxter. Beilschmiedia ingår i familjen lagerväxter.

## Dottertaxa tillBeilschmiedia, i alfabetisk ordning[1]
- Beilschmiedia aborensis
- Beilschmiedia acuta
- Beilschmiedia acutifolia
- Beilschmiedia alata
- Beilschmiedia alloiophylla
- Beilschmiedia ambigua
- Beilschmiedia anacardioides
- Beilschmiedia anay
- Beilschmiedia andamanensis
- Beilschmiedia angustielliptica
- Beilschmiedia angustifolia
- Beilschmiedia appendiculata
- Beilschmiedia argentata
- Beilschmiedia assamica
- Beilschmiedia auriculata
- Beilschmiedia balansae
- Beilschmiedia bancroftii
- Beilschmiedia bangkae
- Beilschmiedia baotingensis
- Beilschmiedia barensis
- Beilschmiedia batangensis
- Beilschmiedia berteroana
- Beilschmiedia bhutanica
- Beilschmiedia brachystachys
- Beilschmiedia brachythyrsa
- Beilschmiedia bracteata
- Beilschmiedia brandisii
- Beilschmiedia brasiliensis
- Beilschmiedia brassii
- Beilschmiedia brenesii
- Beilschmiedia brevifolia
- Beilschmiedia brevipaniculata
- Beilschmiedia brevipes
- Beilschmiedia brevipetiolata
- Beilschmiedia brunnea
- Beilschmiedia calcitranthera
- Beilschmiedia caloneura
- Beilschmiedia castrisinensis
- Beilschmiedia caudata
- Beilschmiedia chevalieri
- Beilschmiedia cinnamomea
- Beilschmiedia clarkei
- Beilschmiedia collina
- Beilschmiedia congestiflora
- Beilschmiedia congolana
- Beilschmiedia corbisieri
- Beilschmiedia crassa
- Beilschmiedia crassifolia
- Beilschmiedia crassipes
- Beilschmiedia cryptocaryoides
- Beilschmiedia curviramea
- Beilschmiedia cuspidata
- Beilschmiedia cylindrica
- Beilschmiedia dalzellii
- Beilschmiedia delicata
- Beilschmiedia descoingsii
- Beilschmiedia dictyoneura
- Beilschmiedia dielsiana
- Beilschmiedia dilmyana
- Beilschmiedia dinklagei
- Beilschmiedia diversiflora
- Beilschmiedia donisii
- Beilschmiedia elegantissima
- Beilschmiedia elliptica
- Beilschmiedia emarginata
- Beilschmiedia erythrophloia
- Beilschmiedia fasciata
- Beilschmiedia ferruginea
- Beilschmiedia fluminensis
- Beilschmiedia foliosa
- Beilschmiedia fordii
- Beilschmiedia frondosa
- Beilschmiedia fruticosa
- Beilschmiedia fulva
- Beilschmiedia furfuracea
- Beilschmiedia gaboonensis
- Beilschmiedia gallatlyi
- Beilschmiedia gammieana
- Beilschmiedia gemmiflora
- Beilschmiedia gigantocarpa
- Beilschmiedia gilbertii
- Beilschmiedia giorgii
- Beilschmiedia gitingensis
- Beilschmiedia glabra
- Beilschmiedia glandulosa
- Beilschmiedia glauca
- Beilschmiedia glauciphylla
- Beilschmiedia globularia
- Beilschmiedia grandibracteata
- Beilschmiedia grandiflora
- Beilschmiedia grandifolia
- Beilschmiedia gynotrochioides
- Beilschmiedia hartonoana
- Beilschmiedia henghsienensis
- Beilschmiedia hermanii
- Beilschmiedia hexanthera
- Beilschmiedia hondurensis
- Beilschmiedia hutchinsoniana
- Beilschmiedia immersinervis
- Beilschmiedia inconspicua
- Beilschmiedia insignis
- Beilschmiedia insularum
- Beilschmiedia intermedia
- Beilschmiedia jabassensis
- Beilschmiedia jacques-felixii
- Beilschmiedia kinabaluensis
- Beilschmiedia klainei
- Beilschmiedia kostermansiana
- Beilschmiedia kunstleri
- Beilschmiedia kweichowensis
- Beilschmiedia kweo
- Beilschmiedia laevis
- Beilschmiedia lanatella
- Beilschmiedia lancilimba
- Beilschmiedia lanuginosa
- Beilschmiedia laotica
- Beilschmiedia latifolia
- Beilschmiedia lebrunii
- Beilschmiedia ledermannii
- Beilschmiedia letouzeyi
- Beilschmiedia linharensis
- Beilschmiedia linocieroides
- Beilschmiedia longepetiolata
- Beilschmiedia longifolia
- Beilschmiedia louisii
- Beilschmiedia lucidula
- Beilschmiedia lumutensis
- Beilschmiedia macrocarpa
- Beilschmiedia macrophylla
- Beilschmiedia macropoda
- Beilschmiedia madagascariensis
- Beilschmiedia madang
- Beilschmiedia maingayi
- Beilschmiedia manantlanensis
- Beilschmiedia mannii
- Beilschmiedia mannioides
- Beilschmiedia mayumbensis
- Beilschmiedia membranacea
- Beilschmiedia membranifolia
- Beilschmiedia mexicana
- Beilschmiedia michelsonii
- Beilschmiedia micrantha
- Beilschmiedia micranthopsis
- Beilschmiedia microcarpa
- Beilschmiedia microphylla
- Beilschmiedia miersii
- Beilschmiedia minutiflora
- Beilschmiedia montanoides
- Beilschmiedia moratii
- Beilschmiedia morobensis
- Beilschmiedia muricata
- Beilschmiedia murutensis
- Beilschmiedia myrciifolia
- Beilschmiedia myrmecophila
- Beilschmiedia ndongensis
- Beilschmiedia neocaledonica
- Beilschmiedia neoletestui
- Beilschmiedia ningmingensis
- Beilschmiedia nitida
- Beilschmiedia novaebritanniae
- Beilschmiedia novoguineensis
- Beilschmiedia obconica
- Beilschmiedia oblonga
- Beilschmiedia oblongifolia
- Beilschmiedia obovata
- Beilschmiedia obovatifoliosa
- Beilschmiedia obscura
- Beilschmiedia obscurinervia
- Beilschmiedia obtusifolia
- Beilschmiedia oligandra
- Beilschmiedia oligantha
- Beilschmiedia olivacea
- Beilschmiedia opposita
- Beilschmiedia oreophila
- Beilschmiedia ovalioides
- Beilschmiedia ovalis
- Beilschmiedia ovoidea
- Beilschmiedia pahangensis
- Beilschmiedia palembanica
- Beilschmiedia papyracea
- Beilschmiedia pauciflora
- Beilschmiedia paulocordata
- Beilschmiedia pedicellata
- Beilschmiedia pellegrinii
- Beilschmiedia penangiana
- Beilschmiedia pendula
- Beilschmiedia peninsularis
- Beilschmiedia perakensis
- Beilschmiedia percoriacea
- Beilschmiedia pergamentacea
- Beilschmiedia phoebeopsis
- Beilschmiedia pierreana
- Beilschmiedia pilosa
- Beilschmiedia podagrica
- Beilschmiedia poilanei
- Beilschmiedia preussii
- Beilschmiedia preussioides
- Beilschmiedia pseudomicropora
- Beilschmiedia pubescens
- Beilschmiedia pullenii
- Beilschmiedia punctilimba
- Beilschmiedia purpurascens
- Beilschmiedia recurva
- Beilschmiedia reticulata
- Beilschmiedia rigida
- Beilschmiedia riparia
- Beilschmiedia rivularis
- Beilschmiedia robertsonii
- Beilschmiedia robusta
- Beilschmiedia robynsiana
- Beilschmiedia rosseliana
- Beilschmiedia roxburghiana
- Beilschmiedia rufohirtella
- Beilschmiedia rufolanata
- Beilschmiedia rufoperulata
- Beilschmiedia rugosa
- Beilschmiedia rwandensis
- Beilschmiedia sary
- Beilschmiedia schmitzii
- Beilschmiedia scintillans
- Beilschmiedia sericans
- Beilschmiedia sericea
- Beilschmiedia sessilifolia
- Beilschmiedia shangsiensis
- Beilschmiedia sichourensis
- Beilschmiedia sikkimensis
- Beilschmiedia sphaerocarpa
- Beilschmiedia staudtii
- Beilschmiedia steyermarkii
- Beilschmiedia stricta
- Beilschmiedia sulcata
- Beilschmiedia sumatrensis
- Beilschmiedia superba
- Beilschmiedia supraglandulosa
- Beilschmiedia talbotiae
- Beilschmiedia tarairi
- Beilschmiedia taubertiana
- Beilschmiedia tawa
- Beilschmiedia tawaensis
- Beilschmiedia tawaroa
- Beilschmiedia telupidensis
- Beilschmiedia tessendorffiana
- Beilschmiedia thollonii
- Beilschmiedia tilaranensis
- Beilschmiedia tirunelvelica
- Beilschmiedia tisserantii
- Beilschmiedia tonkinensis
- Beilschmiedia tooram
- Beilschmiedia tovarensis
- Beilschmiedia triplinervis
- Beilschmiedia troupinii
- Beilschmiedia tsangii
- Beilschmiedia tungfangensis
- Beilschmiedia ugandensis
- Beilschmiedia wangii
- Beilschmiedia variabilis
- Beilschmiedia velutina
- Beilschmiedia vermoesenii
- Beilschmiedia versicolor
- Beilschmiedia vestita
- Beilschmiedia vidalii
- Beilschmiedia wieringae
- Beilschmiedia wightii
- Beilschmiedia wilczekii
- Beilschmiedia villosa
- Beilschmiedia volckii
- Beilschmiedia yangambiensis
- Beilschmiedia yunnanensis
- Beilschmiedia zahnii
- Beilschmiedia zenkeri
- Beilschmiedia zeylanica